# Greatest Lovesongs Vol. 666
Greatest Lovesongs Vol. 666 (с англ. — «Лучшие песни о любви, часть 666») — дебютный студийный альбом финской готик-рок-группы HIM, выпущенный 3 ноября 1997 года рекорд-лейблом BMG. Альбом был записан за пятнадцать дней летом 1997 года с продюсером Хийли Хийлесмаа, которого вокалист Вилле Вало считает «почётным» шестым участником группы благодаря его помощи в оттачивании звучания группы. В музыкальном плане Greatest Lovesongs Vol. 666 был описан как сочетание хэви-метала, рока и готики 1980-х годов, с текстами, сосредоточенными вокруг тем любви и смерти. Альбом также содержит единственные за всю историю группы авторские права гитариста Микко «Линде» Линдстрёма, и это их единственный альбом, в котором участвуют клавишник Антто Меласниеми и барабанщица Юхана «Пятка» Рантала.
Greatest Lovesongs Vol. 666 получил положительные отзывы критиков, которые высоко оценили разнообразие альбома и общее звучание. Альбом достиг четвёртого места в Финляндии и 50-го в Германии, позже став платиновым в первой. Было выпущено три сингла, два из которых вошли в десятку лучших в Финляндии, а также для двух были сняты музыкальные клипы. Позже он выиграл в номинации «Дебютный альбом года», а также «Новичок года» на премии Emma Awards 1997 года. После тура в поддержку альбома по Финляндии международный релиз Greatest Lovesongs Vol. 666 состоялся в конце 1998 года, за которым последовало первое зарубежное турне группы по Германии.

## Производство и запись
HIM начали записывать свой дебютный альбом северным летом 1997 года. Барабаны, бас и гитары были записаны в MD-Studios в Мунккиниеми, в то время как вокал и клавишные были записаны в Peacemakers Studios в Йокеле. В целом процесс записи занял пятнадцать дней, в то время как сведение альбома заняло примерно одну неделю. Из-за минимального студийного опыта группы продюсер Хийли Хийлесмаа сыграл ключевую роль в оттачивании звучания группы, и вокалист Вилле Вало назвал его «почётным» шестым участником группы. Когда началась запись, у HIM было готово восемь песен для альбома, две из которых (кавер-версия песни «Wicked Game» Криса Айзека и «The Heartless») ранее были записаны для мини-альбома группы 1996 года 666 Ways to Love: Prologue. После окончания первоначальной записи продолжительность альбома составила 32 минуты, что, по мнению звукозаписывающего лейбла группы BMG, было слишком коротким. В результате HIM решили включить в альбом кавер-версию песни группы Blue Öyster Cult «(Don’t Fear) the Reaper», которую группа записала прошлой зимой. В композиции также участвует вокалистка Санна-Джун Хайд, старой школьной подруги Вало и бывшей девушки гитариста Линде Линдстрёма. В процессе мастеринга альбома, Хийли Хийлесмаа и Паули Саастамойнен добавили эффект в конце «It’s All Tears (Drown in This Love)», где стереозвук прерывается, что позже заставило многих людей вернуть альбом в магазины, полагая, что они получили бракованную копию.
Первоначально Вало предполагал, что на обложке альбома будет изображена точная копия его тела, которое по мере разрушения будет медленно превращаться в скелет. Из-за минимальных финансовых и временных ограничений группа не смогла воплотить эту идею в жизнь, вместо этого выбрав более традиционную фотосессию с Вертти Терасвуори. Готовая обложка была задумана как сочетание готики и эротизма в темно-красной цветовой гамме, в то время как позирующая Вало была описана как «измученная фигура в стиле Жанны д’Арк». BMG не понравилась готовая работа, ощущение, что это вызвало слишком много «атмосферы Билли Айдола» из-за того, что на обложке был всего один участник группы. Лейбл также выразил протест против идеи группы о том, чтобы имя HIM было едва заметно на обложке. «For You» также была выбрана в качестве первой композиции на альбоме по настоянию BMG, с «Intro» в скобках. По словам Вало, это было сделано потому, что лейбл не хотел, чтобы люди просто слушали длинное вступление песни, думая, что таким будет весь альбом. «Your Sweet Six Six Six» позже была заменена в качестве вступительной песни в международном издании альбома.

## Музыка и тексты песен
Звучание Greatest Lovesongs Vol. 666 было описано как сочетание хэви-метала, рока и готической музыки 1980-х годов, причём Вало назвал групп Type O Negative основным оказавшим влиянием на альбом. В лирическом плане материал насыщен символизмом, сосредоточенным вокруг любви и смерти, тема, которая будет продолжена и в более поздних работах группы. Однако в целом Вало описал альбом как гораздо более «серьёзный», чем более поздние релизы группы, заявив: «Наверное, тогда у меня было немного лишено чувства юмора. Я думал, что мы действительно создаем какое-то грёбаное изобразительное искусство или что-то в этом духе, и, оглядываясь назад, я понял, что, возможно, это было не совсем так». Альбом открывается песней «For You», в которой есть гитарное вступление в стиле 1950-х, вдохновлённое песней «Wicked Game» Криса Айзека, в то время как основной рифф песни взят из «Bloody Hammer» Роки Эриксона. «For You», наряду с «Our Diabolikal Rapture», являются единственными двумя его песнями на сегодняшний день, написанными в соавторстве с гитаристом Линде Линдстрёмом. Последний из двух композиций появился после того, как Вало услышал, как Линдстрём играет рифф, который они затем улучшили, чтобы он звучал более «по-стоунеровски». В конечном счёте это переросло в «Our Diabolikal Rapture», который Вало описал как «прогрессивный, но запоминающийся». «Your Sweet Six Six Six» — это песня о любви, о том, как «когда другой человек причиняет тебе вред, но всё равно это дьявольски трудно отпустить. Ты даже не уверен, хочешь ли ты отпустить это», по словам Вало. Название было навеяно предполагаемым бэкмаскингом, продемонстрированным в песне Led Zeppelin «Stairway to Heaven», где телевизионный евангелист Пол Крауч утверждал, что при воспроизведении задом наперёд в песне можно услышать сатанинские послания, включая фразу «Here’s to my sweet Satan». Использование числа 666 также было расценено группой как чисто «символическое» и «традиционно рок-н-ролльное», не свидетельствующее о сатанизме.
«The Heartless» была вдохновлена первой влюблённостью Вало, который влюбился в свою лучшую подругу, которая, по мнению Вало, была «совершенно бессердечной» по отношению к нему. «When Love and Death Embrace» была выбрана в качестве первого сингла с альбома Аско Каллоненом из BMG Finland, который чувствовал, что песня «представляет HIM в своей основе», с чем Вало согласился, расхваливая её как хорошее представление о группе в целом. Куплеты-аккорды песни взяты из саундтрека к телесериалу «Твин Пикс», в то время как использование синтезатора Moog позже стало HIM «торговой маркой», по словам Вало. Грохочущие звуки, которые можно услышать на «The Beginning of the End», были достигнуты благодаря тому, что группа била по мусорным бакам в подвале, в то время как вступительный рифф был исполнен Вало, поскольку Линдстрёма не было в студии, а группа хотела, чтобы «самый дерьмовый звук в мире был сыгран плохо», что, по их мнению, Линдстрём не мог сделать. «Wicked Game» была первоначально выпущена в 1989 году Крисом Айзеком на его альбоме Heart Shaped World. Год спустя песня была использована в фильме Дэвида Линча «Дикие сердцем» (1990 г.), где Вало впервые услышал её. Примерно в это время у HIM было мало оригинального материала, и поэтому они решили добавить «Wicked Game» в свой репертуар. По словам Вало, песня сыграла неотъемлемую роль в эволюции HIM, помогая им развить своё собственное звучание. «(Don’t Fear) the Reaper» был первоначально выпущен американской рок-группой Blue Öyster Cult на их альбоме Agents of Fortune 1976 года. Вдохновлённый «Ромео и Джульеттой» текст песни убедил Вало записать её дуэтом, объяснив: «Я никогда не понимал мужественности оригинала Blue Öyster Cult, поскольку песня явно представляет собой обмен между мужчиной и женщиной. Я подумал, что было бы интереснее сделать версию, в которой парень и девушка решают, что тебе не нужно бояться».

## Выпуск и продвижение

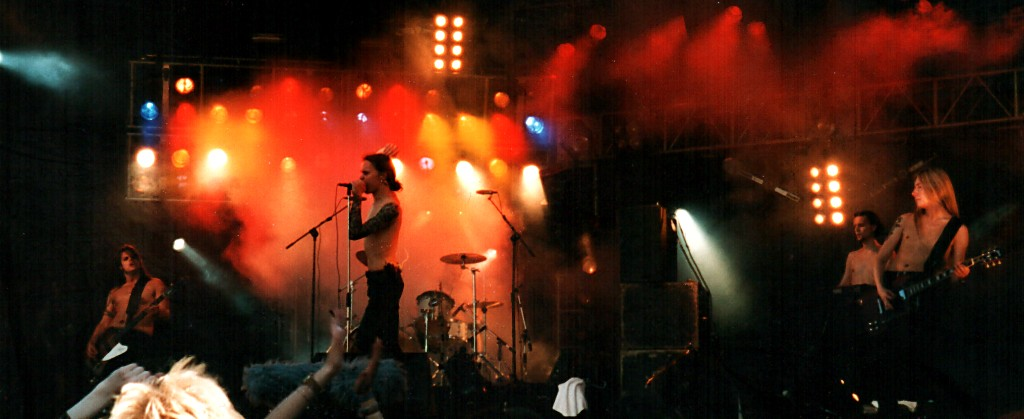
Выступление группы HIM в Provinssirock в июне 1999 года

«When Love and Death Embrace» был выпущен в качестве первого сингла с альбома в октябре 1997 года, дебютировав в Финляндии на двенадцатой строчке в Finnish Singles Chart, а две недели спустя достиг девятой строчки. Также было снято музыкальное видео, режиссёром которого выступил Микко Питкянен. Также в октябре группа HIM провели демонстрацию для представителей музыкальной индустрии на выставке Music and Media Expo в Тампере. Greatest Lovesongs Vol. 666 был выпущен 3 ноября 1997 года, дебютировав в Финляндиина одиннадцатой строчке в Finnish Albums Chart, а неделю спустя достиг четвёртого места, в конечном итоге получив сертификат золотого, а затем платинового. В день выхода альбома HIM устроили вечеринку в King’s Kakadu, стриптиз-клубе в Хельсинки, где они исполнили три песни Раули «Бэддинга» Сомерйоки, одетые в костюмы с зачёсанными назад волосами, а также инструменты в стиле 1950-х. После этого HIM выступили с аншлаговым шоу в клубе Tavastia в Хельсинки.
Официальный тур в поддержку Greatest Lovesongs Vol. 666 начался в середине декабря 1997 года в Maxim в Куопио. «Your Sweet Six Six Six» и «Wicked Game» были выпущены в качестве последующих синглов с альбома, причём первый занял девятое место в чартах Финляндии, а на второй было снято музыкальное видео, режиссёром которого выступил Маркус Уолтер. В дальнейшем HIM выиграли в номинации «Новичок года» и «Дебютный альбом года» на финской премии Emma Awards в 1998 году. Greatest Lovesongs Vol. 666 был выпущен на международном уровне через год после своего первоначального финского релиза, заняв 56-ю строчку в чартах Германии. Альбом вновь попал в German Albums Chart в 2000 году, достигнув 50-й строчки. Перед выходом альбома HIM были приглашены выступить на двух фестивалях в Германии, за которыми последовал тур из четырнадцати концертов по всей стране осенью. Перед началом тура клавишник Антто Меласниеми был уволен из группы, его заменил Юсси-Микко «Юска» Салминен. После возвращения в Финляндию HIM также решили расстаться с барабанщиком Юханой «Пятка» Ранталой, который был заменён Микой «Гас Липстик» Карппиненом перед началом очередного тура по Германии.

## Приём критиков
| Оценки критиков | Оценки критиков |
| Источник        | Оценка          |
| --------------- | --------------- |
| AllMusic        | [ 10 ]          |
| Rock Hard       | 9/10            |
| Rumba           | 9/10            |
| Soundi          | [ 34 ]          |

Greatest Lovesongs Vol. 666 получил положительные отзывы критиков. Хольгер Стратманн из Rock Hard поставил альбому девять баллов из десяти и объявил его «одним из лучших дебютных альбомов года». Он выделил «You Sweet Six Six Six» как особую изюминку и описал альбом как «хорошее начало для группы-новичка». Джоанна Кииски из Rumba также поставила альбому девять баллов из десяти, описав его как оправдывающий все ожидания, заложенные в 666 Ways to Love: Prologue. Она похвалила музыкальность и мелодии и в конечном счёте приветствовала Greatest Lovesongs Vol. 666 как «лучший метал-альбом года». Рецензент AllMusic Антти Дж. Равелин присудил альбому четыре звезды из пяти и высоко оценил «разнообразное звучание» альбома и «стремление группы к динамике вместо того, чтобы играть просто тихо или громко». Равелин завершил свой обзор заявлением о том, что альбому «удаётся понравиться всем, независимо от того, увлекаются ли они роком или поп-музыкой», и выделил «It’s All Tears (Drown in This Love)» и «The Beginning of the End» в качестве особо ярких моментов. Марджо Креку из Soundi, который также присудил альбому четыре звезды из пяти, чувствовал то же самое, высоко оценив многогранность альбома и заявив, что «группа достигла беспрецедентного единства» с Greatest Lovesongs Vol. 666. Креку пришёл к выводу, что альбом «является отличной записью, которой нужны только свечи и красное вино, чтобы составить ей компанию», и похвалил «When Love and Death Embrace» как «самая плодотворная часть альбома».
В 2017 году Вало пересмотрел свой взгляд на Greatest Lovesongs Vol. 666 и назвал его «очаровательным девственным исследованием для новичка», заявив: «Сначала ты стыдишься этого в течение пары лет, затем ты понимаешь его хорошие стороны». Позже на Loudwire назвали Greatest Lovesongs Vol. 666 третьим лучшим альбомом HIM и описали его как «невероятно сырой» и «несомненно, самый тяжёлый альбом в дискографии группы». С другой стороны, на KaaosZine поставили альбому самую низкую оценку в дискографии HIM, высоко оценив «мрачную атмосферу альбома и рваный звук», но заявили, что «вы можете ясно услышать группу, всё ещё пытающуюся найти себя на альбоме».
В 2020 году журнал Metal Hammer назвал его одним из 20 лучших метал-альбомов 1997 года.

## Списки композиций
Все тексты и музыка написаны Вилле Вало.

### Издание в России, Германии и Японии
1. «Your Sweet Six Six Six» — 4:12
2. «Wicked Game» — 3:54[39]
3. «The Heartless» — 4:02
4. «Our Diabolikal Rapture» — 5:20
5. «It’s All Tears (Drown in This Love)» — 3:43
6. «When Love and Death Embrace» — 6:08
7. «The Beginning of the End» — 4:07
8. «(Don’t Fear) The Reaper» — 6:24[40]
9. «For You» — 3:58

После последней композиции на издании идёт серия композиций, не имеющих названия и представляющих собой тишину (композиции с 10 по 66). Данные композиции занимают 666 мегабайт дискового пространства. Только композиция под номером 66 содержит в себе музыку.

### Издание в Финляндии
1. «For You (Intro)» — 4:00
2. «Your Sweet Six Six Six» — 4:11
3. «Wicked Game» — 3:54[39]
4. «The Heartless» — 4:01
5. «Our Diabolikal Rapture» — 5:20
6. «It’s All Tears (Drown in This Love)» — 3:42
7. «When Love and Death Embrace» — 6:08
8. «The Beginning of the End» — 4:07
9. «(Don’t Fear) The Reaper» — 6:23[40]

После последней композиции на издании идёт серия композиций, не имеющих названия и представляющих собой тишину (композиции с 10 по 66). Данные композиции занимают 666 мегабайт дискового пространства. Только композиция под номером 66 содержит в себе музыку.

### Специальное издание для Германии
1. «Your Sweet Six Six Six»
2. «Wicked Game»
3. «The Heartless»
4. «Our Diabolikal Rapture»
5. «It’s All Tears (Drown in This Love)»
6. «When Love and Death Embrace»
7. «The Beginning of the End»
8. «(Don’t Fear) The Reaper»
9. «For You»
10. «Stigmata Diaboli»

## Чарты
| Чарт                  | Позиция в чарте |
| --------------------- | --------------- |
| Finnish Albums Chart  | 9               |
| German Albums Chart   | 50              |
| US Heatseekers Albums | 31[A]           |
| US Vinyl Albums       | 13[B]           |

## Сертификации
| Регион                        | Сертификация | Продажи |
| ----------------------------- | ------------ | ------- |
| Финляндия (Musiikkituottajat) | Платиновый   | 68,719  |
| Германия                      | —            | 70,000  |